# Clarias pachynema
Clarias pachynema är en fiskart som beskrevs av Boulenger, 1903. Clarias pachynema ingår i släktet Clarias och familjen Clariidae. IUCN kategoriserar arten globalt som livskraftig. Inga underarter finns listade i Catalogue of Life.